# Bürgermeisterei Mehring
Die Bürgermeisterei Mehring im Landkreis Trier im Regierungsbezirk Trier in der preußischen Rheinprovinz war eine Bürgermeisterei mit
4 Dörfern, 1 Hof und 2 Mühlen, welche 293 Feuerstellen und 1941 Einwohner hatten (Stand 1828).
Darin:
- Mehring, ein Dorf an der Mosel mit 1 Kathol. Pfarrkirche, 175 Fst. 1044 Einw., Weinbau, Gerbereien und Kalkbrennereien.
- Dazu der Zellerhof mit 5 Einw.
- Die Dörfer Pölich mit 213, Schleich mit 127 Einw., Ensch mit 1 Kathol. Pfarrkirche, 2 Mühlen und 552 Einw., sämtlich an der Mosel gelegen, mit Weinbau.